# FC Petrolul Ploiești
Fotbal Club Petrolul Ploiești, cunoscut sub numele de FC Petrolul Ploiești, Petrolul Ploiești sau pe scurt Petrolul, este un club de fotbal profesionist din Ploiești, România, ce evoluează în prezent în SuperLiga României.
Fondat în 1924 în capitala București ca Juventus, în urma fuziunii dintre Triumf și Romcomit, a câștigat primul său titlu național în sezonul 1929–30. Echipa a fost mutată la nord în orașul Ploiești în 1952 și s-a stabilit pe numele actual de Petrolul cinci ani mai târziu. La scurt timp după aceea, clubul a obținut încă trei titluri naționale - în 1957–58, 1958–59 și 1965–66. Pe plan intern, palmaresul său include și trei cupe naționale, cea mai recentă din campania 2012–13.
Debutul Petrolului în fotbalul european a fost înregistrat în 1958, atunci când s-a confruntat cu Wismut Karl Marx Stadt din Germania de Est în runda preliminară a Cupei Campionilor Europeni. În istoria recentă, Petrolul a intrat în insolvență în februarie 2015 și a urmat desființarea. Totuși, suporterii și legendele clubului au reînființat echipa, înscriind-o în Liga a IV-a în vara anului 2016.
Culorile tradiționale ale clubului sunt galben și albastru închis, Lupii Galbeni disputându-și meciurile de acasă pe stadionul Ilie Oană din Ploiești, care are o capacitate de 15.073 de locuri. Cea mai notabilă rivalitate a clubului este cea împotriva lui Rapid București, cea cu care dispută Primvs Derby.

## Istoric

### Înființarea și primii ani (1924-1952)
Echipa a fost fondată la București la sfârșitul anului 1924, când Romcomit și Triumf au fuzionat în ceea ce avea să devină unul dintre cele mai notabile cluburi ale capitalei în perioada interbelică, Juventus București. Identitatea sa latină a fost ilustrată de emblemă, care se baza pe legenda întemeierii Romei, unde o lupoaică i-a alăptat pe Romulus și Remus. Juventus a moștenit stadionul și culorile roșu și albastru ale Romcomit. Un articol referitor la eveniment a fost publicat pe 4 ianuarie 1925 în ziarul Gazeta Sporturilor, sub titlul „Juventus – O fuziune senzațională”.
Primul lor titlu național a venit la șase ani după înființare, când Juventus a fost campioană în sezonul 1929–30. După reorganizarea structurii diviziei românești, clubul a jucat șapte campanii consecutive în Divizia A, din 1933 până în 1940. După cel de-al doilea război mondial, au promovat din nou în Divizia A, după ce au terminat pe primul loc în sezonul Diviziei B înainte de izbucnirea războiului.
Clubul a jucat ultima sa campanie ca Juventus în 1946–47, după care numele a fost schimbat de mai multe ori în Distribuția, Petrolul, Competrol, Partizanul și respectiv Flacăra.

### Mutarea la Ploiești și trei titluri naționale (1952-1968)
Petrolul Ploiești a apărut prin transferul la Ploiești al echipei bucureștene Flacăra, în anul 1952. Ilie Oană, care vine la timona echipei galben-albastre după sfârșitul turului 1952 nu va reuși să salveze echipa, dar va ajunge în finala cupei, pierdută cu 0-2 în fața echipei CCA București. Aflată în Divizia B, Flacăra a început modest și și-a continuat „prahovenizarea”. Meciul decisiv jucat cu Spartac București a fost pierdut de ploieșteni, dar criticile din presă i-au motivat pe jucători, dând startul unei serii de 9 meciuri câștigate consecutiv ce a dus la promovarea echipei în prima divizie.
În 1957–58, echipa a devenit campioana României pentru a doua oară în istoria sa, în ciuda faptului că avea același număr de puncte ca CCA București și Știința Timișoara. Acesta a fost și sezonul în care a fost adoptat numele actual de Petrolul Ploiești.
Toamna va însemna pentru Petrolul debutul în Cupa Campionilor Europeni, dar campionii Germaniei de Est, Wismut Karl Marx Stadt s-au dovedit mai puternici. Petrolul a pierdut la Aue (2-4) a câștigat la Ploiești, 2-0, dar va pierde al treilea meci la Kiev cu 0-4. 1958 a fost un an slab, echipa terminând turul pe locul 4, dar primele 4 etape din retur îi vor aduce echipei locul 1 și al doilea titlu consecutiv (1958-59). Cupa Campionilor va aduce Petrolului o echipa vieneză, Wiener SK și, deși aceștia nu au putut marca pe propriul teren, au făcut-o pe stadionul Petrolul (2-1 pentru austrieci).

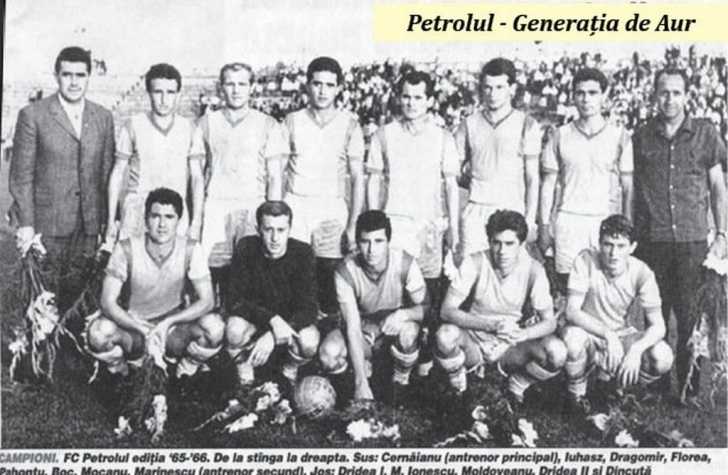
Echipa Petrolului din sezonul 1965-1966, cunoscută și sub numele de Generația de Aur

Pe 14 iulie 1963, jucătorul Petrolului, Constantin Tabarcea, s-a prăbușit pe teren și a murit în timpul unui meci de Divizia A împotriva lui Dinamo Bacău. La o săptămână mai târziu, după moartea sa, Petrolul a câștigat Cupa României 1962-1963 cu 6-1 împotriva Siderurgistului Galați și, înainte de meci, la fotografia echipei, locul din rândul din față al portarului Mihai Ionescu a fost lăsat liber în memoria lui Tabarcea.

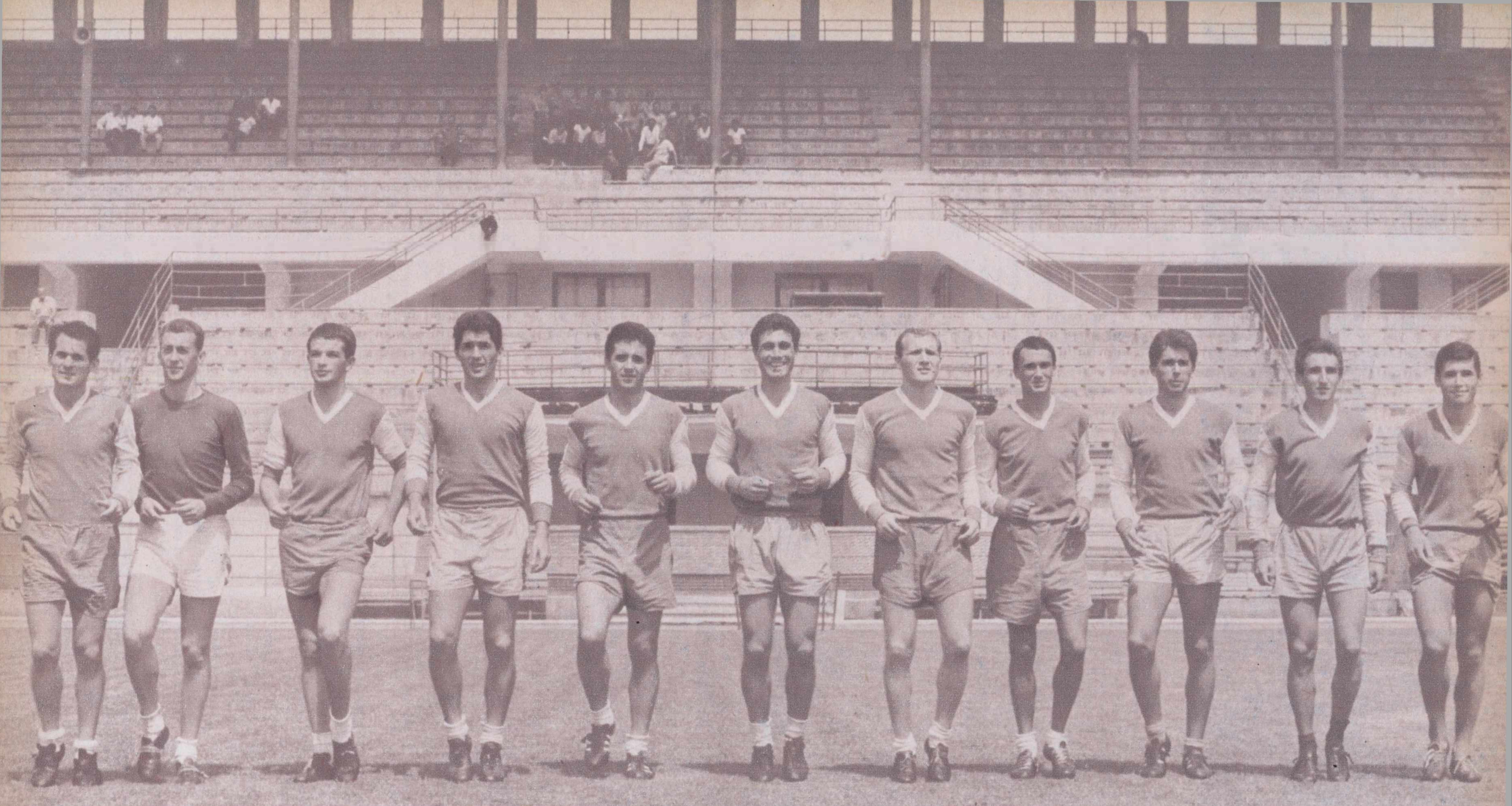
Echipa Petrolului la un antrenament în 1966.

În 1965, antrenorul principal, Ilie Oană, a părăsit Petrolul pentru echipa națională a României, iar secundul Constantin Cernăianu a preluat locul vacant. În primul său sezon, Cernăianu a obținut al patrulea titlu al clubului după ce a terminat cu șase puncte înaintea Rapidului București.

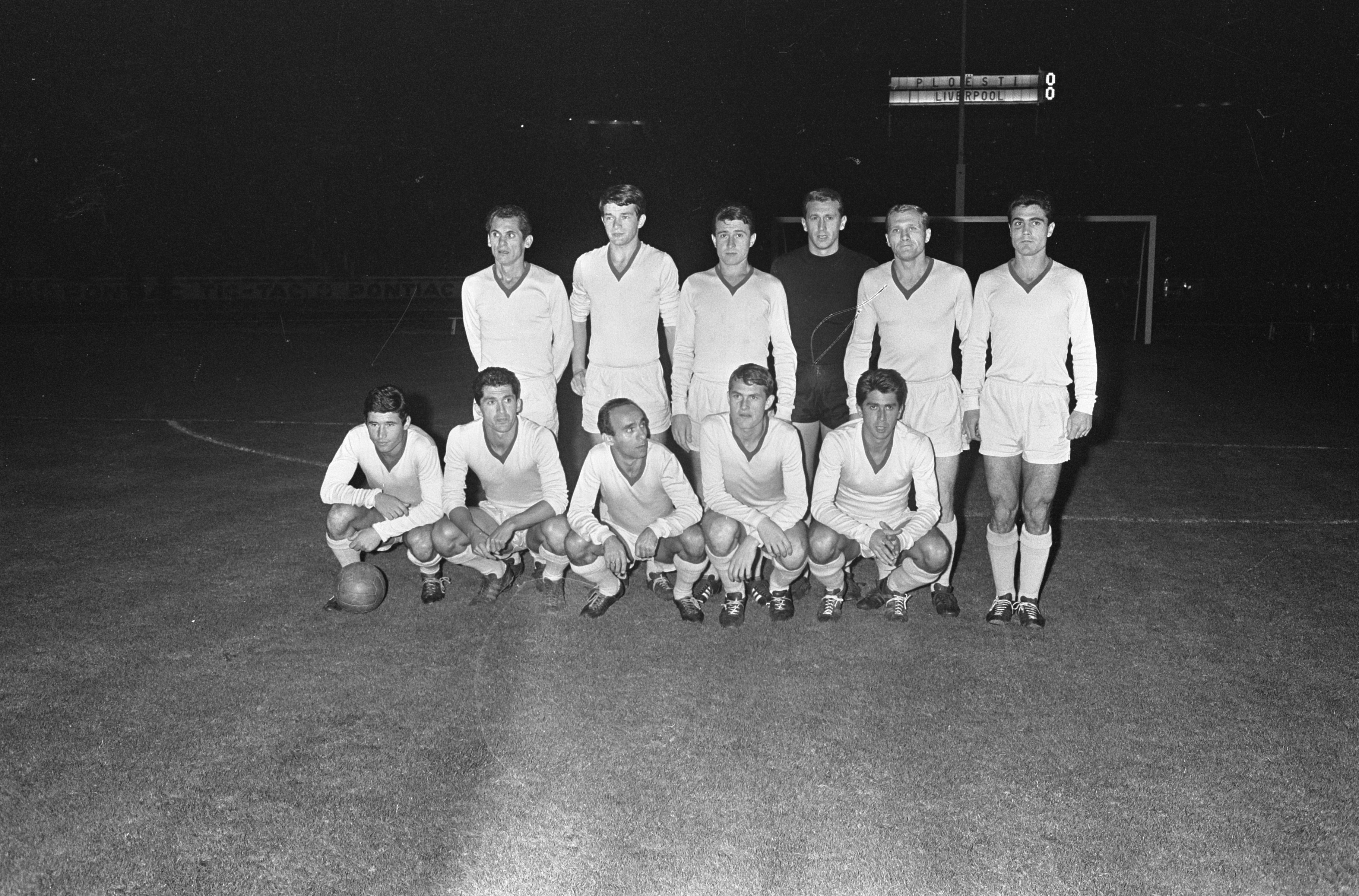
Petrolul Ploiești în meciul cu Liverpool, octombrie 1966

12 octombrie 1966 a rămas o dată importantă în istoria echipei; după o înfrângere cu 0-2 în deplasare, Petrolul a câștigat cu 3-1 pe teren propriu împotriva campionilor Angliei, Liverpool FC. Al treilea meci de la Bruxelles a fost dificil, iar „the Reds” au trecut mai departe în Cupa Campionilor Europeni.

### O perioadă de declin (1968-1990)

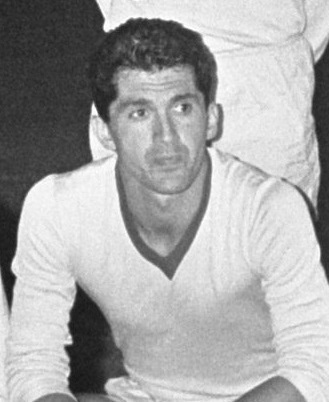
Mircea Dridea a apărut în 273 de meciuri din campionat pentru Petrolul între 1956 și 1971.

După vârful de formă, la Petrolul a început declinul. În 1970, Petrolul a terminat turul pe locul 2, poziție ratată în retur. 1969-1970, 1971-1972 au fost sezoane în care Petrolul a fost la un pas de retrogradare. După o „resuscitare” datorată lui Ilie Oană (1972-1973, penultimul loc ocupat după etapa a 5-a, locul 4 la sfârșitul turului), anul 1973 a fost destul de slab. În 1974, ploieștenii au suspectat un blat între FC Argeș și CFR Cluj, în favoarea ceferiștilor, dar autoritățile au aflat, și echipa a retrogradat discret, după ce în 1963, Prahova Ploiești și Carpați Sinaia au fost retrogradate de FRF pentru aranjamente în divizia B. Ajunsă în „B”, fotbaliștii mai valoroși (Crângașu, Rămureanu) au plecat și, după 3 etape, echipa era pe ultimul loc. Și-a revenit, dar antrenorii locali nu au avut valoarea lui Ilie Oană, plecat și el la Iași, apoi la Craiova.

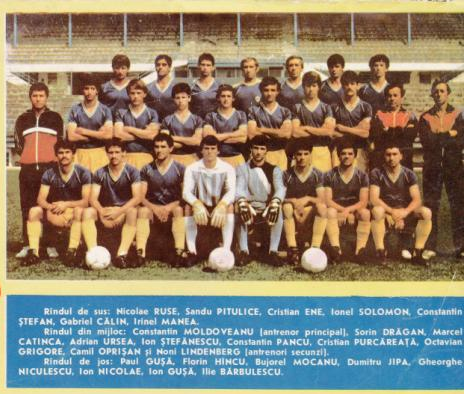
Petrolul Ploiești (1988–1989), echipa care a încheiat lunga perioadă de declin odată cu promovarea în 1989 în Divizia A

La sfârșitul anului 1975, Petrolul îl aduce antrenor pe Valentin Stănescu și echipa încearcă promovarea, dar pierde un joc acasă cu FC Brăila, iar după meci, suporterii și-au arătat nemulțumirea față de arbitrajul lui Dinulescu, aruncând cu diverse obiecte din tribune. FCM Galați și-a întărit atunci porecla de formația „ABBA”, promovând și picând peste un an. În schimb, Petrolul are un tur de excepție, cu 15 victorii și 2 egaluri în 17 meciuri și termină pe locul 1B în 1977, la mare distanță de locul 2 ocupat de Metalul Plopeni. Jucătorii născuți pe meleagurile prahovene nu au avut suficientă experiență, iar sfârșitul campionatului 1977-78 i-a găsit pe locul 17. Promovarea imediată le-a fost barată de Viitorul Scornicești, promovată din Divizia C după un „senzațional” 18-0 cu echipa clasată pe 15, în timp ce Flacăra Moreni câștiga cu 2-1, la aceeași oră, un meci cu Rova Roșiori.
Nici 1979-80 nu a fost prea bun pentru ploieșteni, Rapidul și Progresul s-au duelat pentru locul 1, iar „arbitru” a fost tot Metalul Plopeni, care a câștigat la București cu Rapid și a pierdut la Progresul. În 1980, Petrolul l-a adus antrenor pe Traian Ionescu, iar cei din Târgoviște l-au luat pe Dobrin, care a fost mai bun, astfel încât Petrolul a mai rămas un an în B. În 1982, după 4 ani în a doua ligă, sau 7 din 8, Petrolul depășea Rapidul și revenea în A.
Au urmat ani plini de emoții, evitarea retrogradării fiind în actualitate la aproape fiecare joc. 1983-84 trimite din nou pe Petrolul în divizia B, dar promovarea vine după o victorie la Galați cu Dunărea, fosta FCM. În 1987 Petrolul își ia un alt antrenor, fost jucător al echipei din anii de glorie. Numai că Moldoveanu nu avea la Petrolul nici jucătorii Stelei, nici pe cei ai lui Liverpool, și echipa ia din nou calea diviziei B. Septembrie 1988 aduce pe fotoliul de președinte pe Ion Radu, ajutat de Mihai Cristache. Cei doi au fost în repetate rânduri criticați de presa postrevoluționară, dar au reușit câteva performanțe ca pe vremea lui Mircea Dridea și a lui Mihai Ionescu. Petrolul promovează în 1989 și termină pe 4 în 1990, scăpată și de concurența echipei Victoria București, club desființat după Revoluția din 1989.

### Participări europene și victorie în cupă (1990-2002)

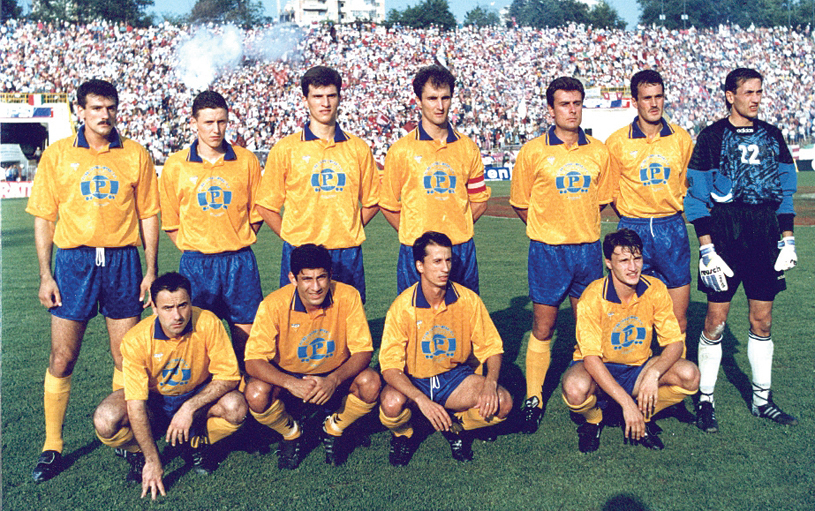
Echipa Petrolului care a câștigat Cupa României in 1995

Petrolul a terminat Divizia A 1989-1990 pe locul patru. Prin urmare, s-a calificat în Cupa UEFA alături de Universitatea Craiova și Politehnica Timișoara. „Lupii Galbeni” a jucat împotriva clubului belgian Anderlecht, care a câștigat ambele manșe.
La sfârșitul sezonului 1990–91, Petrolul a terminat pe locul 7 și, în Cupa României 1990-1991 a fost eliminată în runda a doua de rivala sa Steaua București.
În vara anului 1991, clubul și-a schimbat numele în FC Ploiești, dar a făcut un sezon foarte slab, terminând doar pe locul 10 în campionat și, în Cupa României, echipa a fost eliminată din nou în runda a doua, de această dată de FC Universitatea Craiova. La sfârșitul sezonului, FC Ploiești și-a schimbat numele în Petrolul Ploiești.
„Petroliștii” s-au salvat de la retrogradare în ultimul moment la sfârșitul sezonului 1992–93, terminând pe locul 16 din 18, cu două puncte peste Selena Bacău și patru peste CSM Reșița. Sezonul viitor, antrenorul Marin Ion și jucătorii săi au făcut un sezon foarte bun și au terminat în top 5, mai exact pe locul 5, cu un punct peste Farul Constanța, la același număr de puncte cu locul 4 (Rapid București), două puncte în spatele locului 3 (Dinamo București) și la trei puncte în spatele locului 2 (FC Universitatea Craiova). În Cupa României, „Lupii Galbeni” au fost eliminați în turul doi de Inter Sibiu.
În sezonul 1994–95, în ciuda unui rezultat mediocru în campionat (locul 10), antrenat de același Marin Ion, Petrolul a câștigat Cupa României 1994-1995 după ce și-a învins rivalii, Rapid București, la loviturile de departajare și s-a calificat în Cupa UEFA. Echipa a inclus următorii jucători: Preda - D.Chiriță, Grigore, Răchită (C), Bălăceanu - Leahu, Grama, Pârlog, Abăluță - Zmoleanu, Zafiris.
Sezonul 1995–96 a fost început de „Lupii Galbeni” pe 3 fronturi, Campionat, Cupă și Cupa UEFA. În competiția europeană, au eliminat echipa galeză, Wrexham, în prima rundă, după un scor 0-0 pe Racecourse Ground și victorie cu 1-0 pe Stadionul Ilie Oană, gol marcat de Pârlog în minutul 60. Startul lent ar anunța eliminarea timpurie, în runda a doua, când echipa austriacă Rapid Viena a câștigat cu 3-1 la general după un 3-1 pe Stadionul Gerhard Hanappi și un egal 0-0 la Ploiești. În campionat, Petrolul a încheiat din nou în jumătatea superioară a clasamentului, pe locul 6 și, în cupă, a fost eliminat în sferturile de finală de Național București, la loviturile de departajare.
În anii următori, Petrolul a ocupat următoarele poziții la finalul campionatului: 1996–97 - 9, 1997–98 - 14, 1998–99 - 8 și 1999–00 - 11. Sfârșitul anilor 1990 a fost marcat de rivalitatea acerbă cu Astra Ploiești, o echipă care a promovat în prima ligă în 1998.

### Dificultăți în divizia secundă (2002-2011)
La începutul anilor 2000, Petrolul a intrat sub proprietatea președintelui sindicatelor Petrom, Liviu Luca, iar ploieștenii au un vârf de formă la sfârșitul sezonului Divizia A 2000-2001, când echipa a terminat pe locul 2. A urmat, însă, prăbușirea. În 2002, galbeni-albaștrii au retrogradat în Divizia B și, orașul Ploiești, care avea 2 echipe în Divizia A între 1998 și 2002, a rămas în prima ligă doar cu Astra, club care nu a avut nicio prezență în prima ligă a fotbalul românesc până în 1998.
Petroliștii au promovat înapoi în Divizia A în 2003, după doar un sezon în Divizia B dar, doar la o lună după promovare, conducerea clubului a anunțat că finanțarea clubului este pusă sub semnul întrebării. În mai puțin de 30 de zile, suporterii au fost anunțați că va exista o fuziune între Petrolul Ploiești și Astra Ploiești. Pe 28 iulie 2003, Astra Ploiești și-a schimbat numele în FC Petrolul Ploiești, Florin Bercea și Ioan Niculae fiind proprietarii noii entități, iar noua casă devine stadionul Astra. La sfârșitul sezonului Divizia A 2003-2004, Petrolul a retrogradat în Divizia B și, din cauza unor diferențe de proprietate, Ioan Niculae renunță la 50% din acțiunile pe care le deținea în cadrul clubului, acestea fiind împărțite între Liviu Luca, Florin Bercea și Eduard Alexandru.
În 2006, conducerea Petrolului a decis ca meciurile de acasă să se joace pe Stadionul Flacăra din Moreni sau Stadionul Mogoșoaia, motivând mutarea prin faptul că vechiul Stadion Ilie Oană necesita lucrări de reparații și modernizare. Pe 12 octombrie 2006, susținătorii au organizat un protest în centrul orașului Ploiești, cerând ca echipa să fie transferată din proprietatea privată către municipiul Ploiești și să se întoarcă pe propriul teren de acasă. În ciuda acestor probleme interne, Petrolul a făcut un sezon bun, dar a încheiat din nou chiar sub linia de promovare, pe locul 3.
Sfârșitul sezonului 2007–08 a găsit din nou galben-albaștrii pe locul 3, sporind frustrarea în rândul suporterilor și jucătorilor, la 5 puncte de echipa de pe locul 2, unul promovabil. Sezonul următor, 2008–09, a fost unul dezastruos, Petrolul a terminat pe locul 4, dar la mare distanță de locul 2 (Astra, numit atunci FC Ploiești) și locul 1 (Ceahlăul Piatra Neamț), 22 de puncte respectiv 23 de puncte, de asemenea, cu o situație tensionată la nivel administrativ și cu nu prea multe opțiuni la orizont. În 2009, echipa a fost preluată de Municipiul Ploiești și, Valeriu Răchită, fost jucător al echipei, a fost reconfirmat ca antrenor principal, echipa fiind restructurată cu mulți jucători tineri și, după o campanie grozavă în care speranța de promovare a fost vie până în ultima secundă, Petrolul a terminat pe locul 3, la doar 1 punct de locul de promovare, ocupat de Sportul Studențesc, ceea ce a dus la o dezamăgire teribilă, făcându-i pe ploieșteni să se întrebe dacă echipa a fost urmată de ghinion.
Petrolul a început sezonul 2010–11 cu schimbări importante, echipa tânără a fost completată cu câțiva jucători cu experiență precum Pompiliu Stoica, Florentin Dumitru sau Daniel Oprița și s-a mutat pentru meciurile de acasă pe Stadionul Conpet din Strejnicu, lângă Ploiești, facilitând accesul suporterilor, noul stadion Ilie Oană fiind încă în construcție. De asemenea, echipa a fost mutată din prima în a doua serie a ligii a II-a și după o luptă grea în 3 echipe, împotriva FC Bihor Oradea și CS Mioveni, Petrolul a promovat de pe primul loc, cu un punct peste FC Bihor, echipă care a ocupat și un loc promovabil după 7 sezoane consecutive în Liga a II-a și cu 2 puncte peste CS Mioveni, care ulterior a promovat profitând de problemele financiare ale lui FC Bihor. Promovarea a coincis cu inaugurarea noului stadion, toate acestea au adus un mare entuziasm în rândul suporterilor, jucătorilor și personalului Petrolului.

### Succes sporadic urmat de faliment (2011-2016)

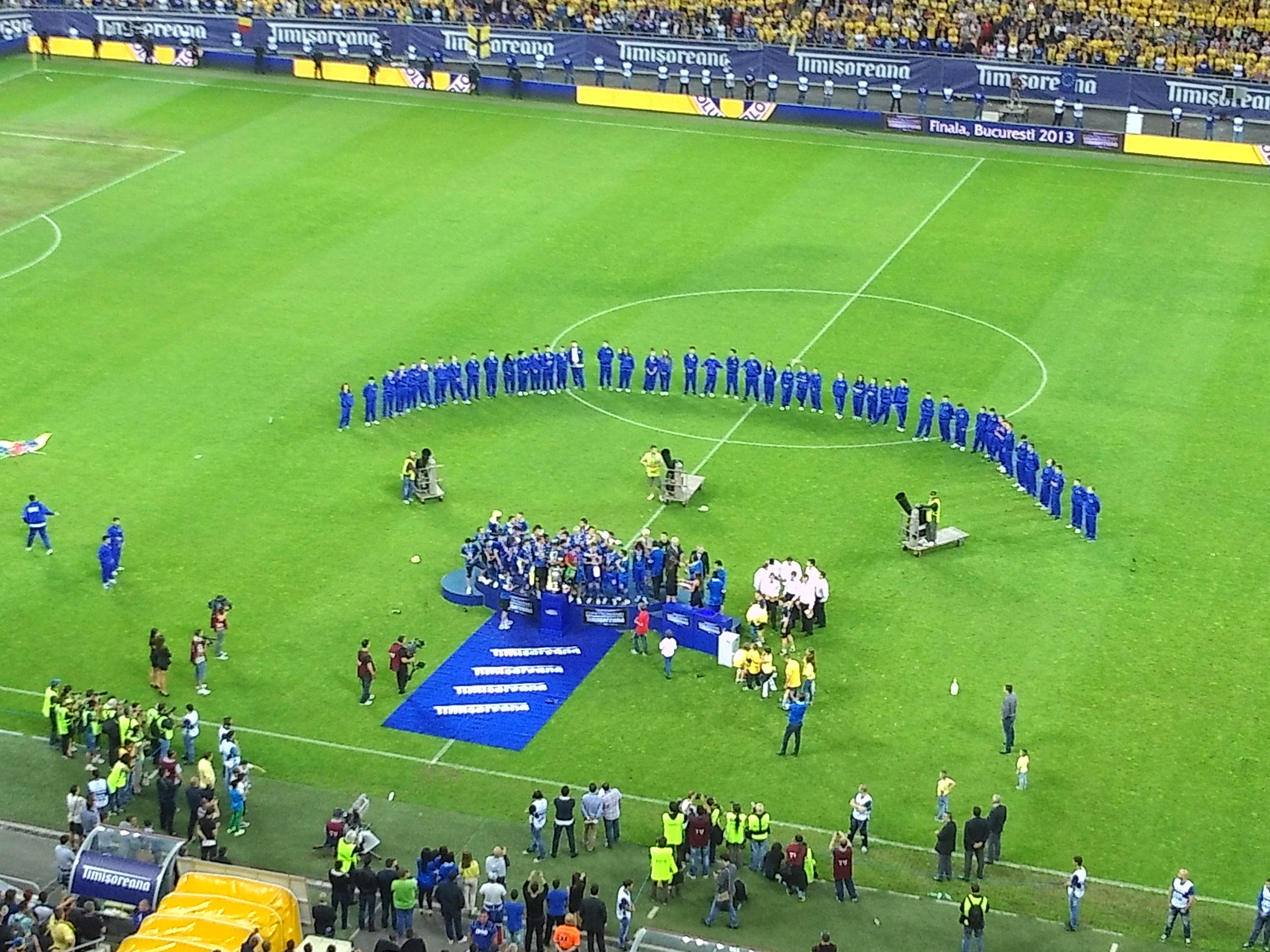
Jucătorii Petrolului sărbătoresc câștigarea Cupei României 2012-2013 pe Arena Națională din București

Sub conducerea lui Cosmin Contra, la cel de-al doilea sezon de la întoarcere, petroliștii au terminat pe locul trei în prima ligă și au câștigat cupa națională pentru a treia oară în istoria lor. În consecință, Petrolul a câștigat un loc în cel de-al doilea tur preliminar al UEFA Europa League 2013-2014, clubul jucând primul său meci european din 1995. După ce i-a învins pe Víkingur Gøta și Vitesse Arnhem, aceștia au fost eliminați în play-off de Swansea City.
Echipa a primit o atenție constantă a presei după ce a semnat foști internaționali români, Adrian Mutu și Ianis Zicu în ianuarie 2014, o mișcare care mai târziu va fi considerată un "eșec". În aceeași lună, s-a anunțat că producătorul german de automobile Opel va deveni sponsorul de pe tricou al Petrolului. Petroliștii au avut șansa de a se califica în a doua finală consecutivă a Cupei României, dar a pierdut semifinala împotriva rivalei Astra Giurgiu cu 2–1 la general. Petrolul a terminat din nou pe locul al treilea în Liga I, în timp ce fanii l-au contestat pe Răzvan Lucescu, considerând că nu era un înlocuitor potrivit pentru Contra, care a părăsit Petrolul în martie pentru a se alătura echipei spaniole Getafe.
În participarea europeană a sezonului următor, „Lupii Galbeni” s-au confruntat cu clubul ceh Viktoria Plzeň în turul trei preliminar al Europa League. După o remiză la Ploiești, Petrolul a învins-o impresionant pe Viktoria marcând patru goluri și primind doar unul. Cu toate acestea, Petrolul a ratat încă o dată șansa de a avansa în faza grupelor după ce a pierdut play-off-ul împotriva lui Dinamo Zagreb. În septembrie 2014, antrenorul principal Lucescu a fost demis și Mutu a părăsit clubul. Pe 25 noiembrie, președintele Daniel Capră, directorul general Marius Bucuroiu și alte cinci persoane s-au confruntat cu detenție preventivă timp de 24 de ore, fiind suspectați de evaziune fiscală și spălare de bani. Infracțiunile comise de oficialii clubului au determinat Petrolul să piardă jucători importanți și să se confrunte cu o perioadă de instabilitate. În februarie 2015, clubul a intrat în insolvență și în cele din urmă a terminat sezonul pe locul șase în Liga I.
Mai mulți jucători au părăsit clubul în vara anului 2015, iar schimbările de antrenor au devenit frecvente. Petrolul a aterizat rapid pe ultimul loc în clasament, unde a rămas până la ultimul meci al sezonului. În cele din urmă, în vara anului 2016, clubul a intrat în faliment.

### Reconstrucția (2016-2021)
După falimentul societății comerciale, asociațiile de suporteri și foștii jucători ai clubului au refondat clubul, pe care l-au înscris în Liga A Prahova. Mircea Dridea, golgeterul all-time al Petrolului este președinte onorific. Principalul partener este Uniunea Suporterilor Petroliști, o proaspăt înființată federație a asociațiilor și grupărilor de suporteri, iar finanțatorul principal este Veolia. Președintele clubului este Cristi Vlad, iar antrenor este Octavian Grigore. Echipa a reușit să obțină dreptul de utilizare al stadionului Ilie Oană și concesionarea însemnelor, palmaresului și numelui deținute de Primărie. La meciurile din liga a IV-a, echipa s-a bucurat de susținerea masivă a suporterilor.

Petrolul a terminat sezonul 2016-2017 în Liga A Prahova pe locul 1, la distanță de 11 puncte față de echipa clasată pe locul secund, CS Blejoi. În urma rezultatului obținut, clubul FC Petrolul a fost programat să dispute barajul pentru accederea în Liga a III-a împotriva campioanei județului Dâmbovița, AS Dentaș Tărtășești, baraj disputat în dublă manșă. După 3-0 în tur și 2-2 în retur, FC Petrolul Ploiești își continuă drumul către topul fotbalului românesc, obținând promovarea în cea de-a treia ligă. În sezonul 2017-2018, petroliștii au reușit să promoveze de pe prima poziție a seriei a treia, la 4 puncte de echipele FCM Alexandria și Voința Saelele (actuala Turris-Oltul). Din vara anului 2018, echipa evoluează în cel de-al doilea eșalon românesc.
Petrolul Ploiești termină sezonul 2018-2019 al eșalonului secund pe poziția a patra și ratează barajul de promovare. În data de 13 iunie 2019, în urma unui conflict cu o parte a suporterilor, Mădălin Mihailovici, CEO Veolia, anunța că își retrage finanțarea. După acest incident, clubul a ajuns într-o situație extrem de dificilă, dar la scurt timp conflictul a încetat, iar finanțarea a continuat.
În sezonul următor, antrenor este Leo Grozavu, dar performanțele dezamăgitoare în raport cu așteptările suporterilor și cu bugetul disponibil conduc la înlocuirea acestuia cu Costel Enache în pauza competițională din iarnă. Petrolul reușește sa ajungă în optimile Cupei României, unde învinge Sănătatea Cluj. După câteva meciuri, sezonul competițional a fost suspendat din cauza COVID-19, cunoscut sub numele de „Coronavirus”. La reluare, primele șase clasate joacă între ele în sistem play-off, dar Petrolul reușește doar o victorie, trei remize și o înfrângere, terminând ultima, în afara locurilor  promovabile. Memorabil rămâne meciul cu Rapid, în care petrolul ratează de trei ori aceeași lovitură de la 11 metri, a cărei repetare fusese dictată de două ori pentru că portarul se mișcase înainte de executare.
În sezonul 2020–2021, Petrolul pornește din nou ca mare favorită prin prisma bugetului. În cele câteva zile dintre finalul campionatului precedent și începutul noului sezon, se renunță la majoritatea lotului, este numit ca antrenor Viorel Moldovan, iar în săptămânile următoare sunt aduși aproape 30 de jucători noi. Starul echipei este Armando Vajushi, internațional albanez, dar accidentările repetate îl țin pe acesta în afara echipei în jumătate din meciuri. În ciuda lotului supra-dimensionat, petrolul termină sezonul regular pe locul 10; în play-out, Petrolul se clasează pe locul 1 al grupei sale, locul 7 la general.

### Promovarea și susținerea în Superligă (2021-prezent)

Diagrama pozițiilor anuale ale Petrolului din 1932 și până în prezent.

Petrolul a început în forță în următorul sezon. În primele 13 etape Petrolul a avut 12 victorii și o înfrângere. De atunci a rămas pe primul loc până la terminarea sezonului întreg. La meciul cu Concordia Chiajna de pe Ilie Oană,câștigat cu 2-0, a obținut promovarea matematică în Liga 1 și la finalul ligii a câștigat trofeul.

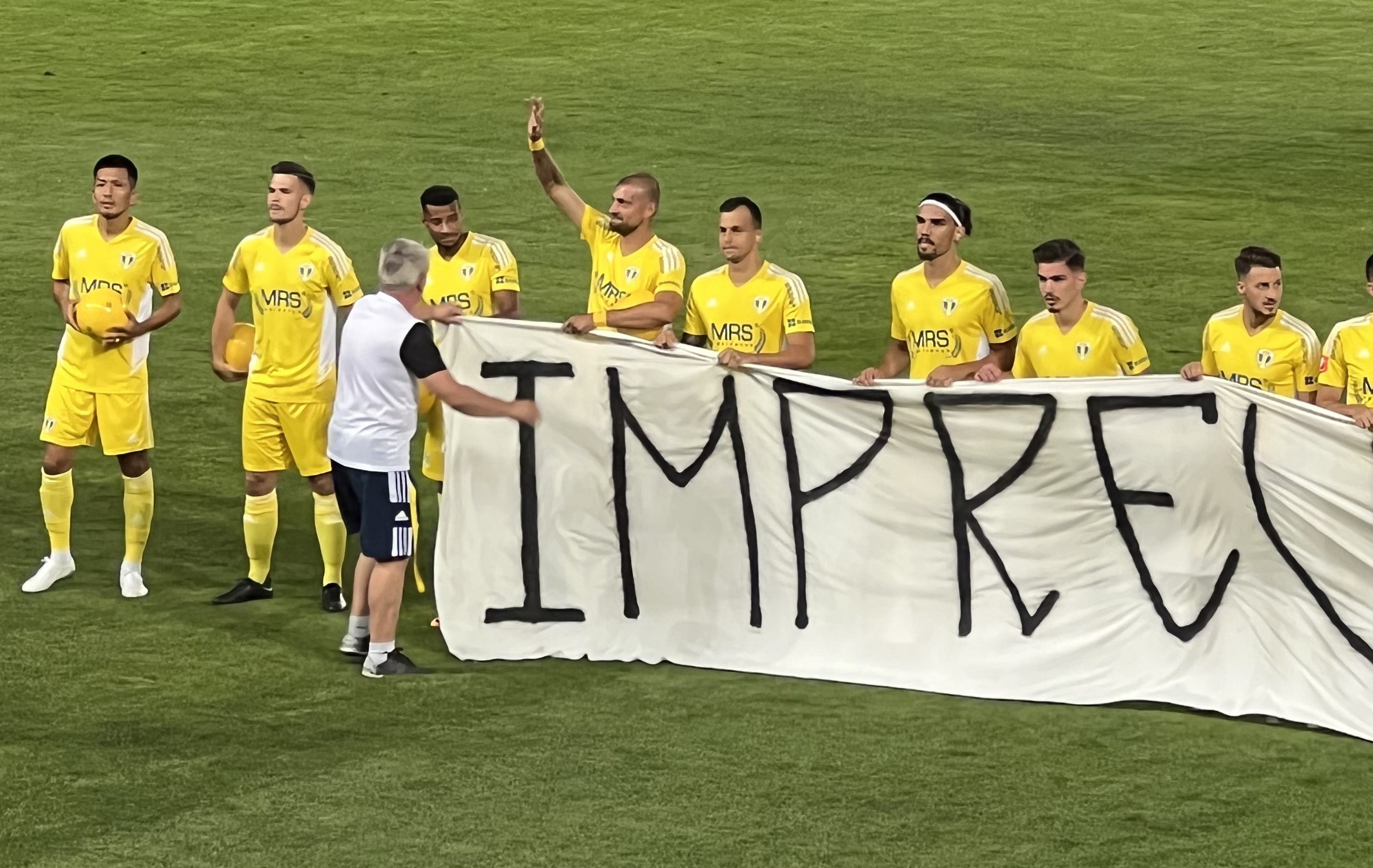
Echipa de start a Petrolului la primul meci din Superliga după promovarea din 2022.

În sezonul 2022–2023, Petrolul a reușit transferuri unor jucători remarcați, precum revenirile lui Gicu Grozav și Constantin Budescu, dar și aducerea lui Gabi Tamaș, care însă după câteva luni a părăsit echipa din cauza salariilor mici. Totuși, echipa a reușit să se mențină în Superligă, încheind pe locul 8 în sezonul regulat și locul 2 în play-out, dar ineligibil de barajul pentru Conference League, deoarece nu a primit licența UEFA pentru cupele europene.

## Echipament și sponsori
| Perioada     | Echipament   | Sponsor                  |
| ------------ | ------------ | ------------------------ |
| 1924–1998    | Necunoscut   | Necunoscut               |
| 1998–2001    | Meding Sport | Petrom                   |
| 2001–2003    | Adidas       | Petrom                   |
| 2003–2004    | Lotto        | Petrom                   |
| 2005–2008    | Lotto        | Petrom                   |
| 2008–2009    | Team         | Petrom                   |
| 2009–2010    | Team         | Consiliul Local Ploiești |
| 2010–2011    | Hummel       | Consiliul Local Ploiești |
| 2011–2012    | Adidas       | Consiliul Local Ploiești |
| 2012–2013    | Macron       | Romprest                 |
| 2013–2014    | Puma         | Opel                     |
| 2014–2015    | Nike         | Opel                     |
| 2014–2015    | Nike         | Alexandrion              |
| 2015–2016    | Nike         | Superbet                 |
| 2016–2017    | Errea        | Viking Pruszyński        |
| 2017–2022    | Joma         | Veolia                   |
| 2022–2023    | Adidas       | MRS                      |
| 2023–prezent | Macron       | La Cocoș                 |

## Palmares
| Competiții naționale | Competiții internaționale |
| Superliga României: Campioni (4): 1929-30, 1957-58, 1958-59, 1965-66 Vicecampioni (2): 1955, 1961-62 Liga a II-a: Campioni (7): 1954, 1976-77, 1981-82, 1984-85, 1988-89, 2002-03, 2010-11 2021-22 Vicecampioni (1): 1980-81 Liga a III-a: Campioni (1): 2017-2018 Liga a IV-a Prahova: Campioni(1): 2016-2017 Cupa României: Câștigătoare (3): 1962-63, 1994-95, 2012-13 Finalistă (1): 1952 Cupa României – județul Prahova Câștigătoare (1): 2016-17 Supercupa României: Câștigătoare (1): 1958* Finalistă (2): 1959*, 1995, 2013 | Cupa Campionilor Europeni (Actuala UEFA Champions League) - Turul 1 (1): 1966–67 Cupa Orașelor Târguri (Actuala UEFA Europa League): - Sferturi de finală (1): 1962-1963 Cupa Cupelor UEFA - Turul 1 (1): 1995–96 Cupa UEFA Intertoto - Grupe (1): 1989-1990 |

* Sezon neoficial.

## Petrolul Ploiești în cupele europene

### UEFA Champions League / Cupa Campionilor Europeni
| Sezon   | Runda        | Oponent                | Acasă | Deplasare | Scor general | Baraj |
| ------- | ------------ | ---------------------- | ----- | --------- | ------------ | ----- |
| 1958–59 | Preliminarii | Wismut Karl Marx Stadt | 2–0   | 2–4       | 4–4          | 0–4   |
| 1959–60 | Preliminarii | Wiener Sportclub       | 1–2   | 0–0       | 1–2          |       |
| 1966–67 | Prima rundă  | Liverpool              | 3–1   | 0–2       | 3–3          | 0–2   |

### Cupa Cupelor UEFA
| Sezon   | Runda        | Oponent     | Acasă | Deplasare | Scor general |
| ------- | ------------ | ----------- | ----- | --------- | ------------ |
| 1963–64 | Preliminarii | Fenerbahçe  | 1–0   | 1–4       | 2–4          |
| 1995–96 | Preliminarii | Wrexham     | 1–0   | 0–0       | 1–0          |
| 1995–96 | Prima rundă  | Rapid Viena | 0–0   | 1–3       | 1–3          |

### UEFA Europa League / Cupa UEFA / Cupa Orașelor Târguri
| Sezon   | Runda                 | Oponent           | Acasă | Deplasare | Scor general | Baraj |
| ------- | --------------------- | ----------------- | ----- | --------- | ------------ | ----- |
| 1962–63 | Prima rundă           | Spartak Brno      | 4–0   | 1–0       | 5–0          |       |
| 1962–63 | Runda a doua          | Leipzig XI        | 1–0   | 0–1       | 1–1          | 1–0   |
| 1962–63 | Sferturi de finală    | Ferencváros       | 1–0   | 0–2       | 1–2          |       |
| 1964–65 | Prima rundă           | Göztepe A.Ş.      | 2–1   | 1–0       | 3–1          |       |
| 1964–65 | Runda a doua          | Lokomotiv Plovdiv | 1–0   | 0–2       | 1–2          |       |
| 1967–68 | Prima rundă           | Dinamo Zagreb     | 2–0   | 0–5       | 2–5          |       |
| 1990–91 | Prima rundă           | Anderlecht        | 0–2   | 0–2       | 0–4          |       |
| 2013–14 | Turul doi preliminar  | Víkingur          | 3–0   | 4–0       | 7–0          |       |
| 2013–14 | Turul trei preliminar | Vitesse           | 1–1   | 2–1       | 3–2          |       |
| 2013–14 | Runda play-off        | Swansea City      | 2–1   | 1–5       | 3–6          |       |
| 2014–15 | Turul doi preliminar  | Flamurtari        | 2–0   | 3–1       | 5–1          |       |
| 2014–15 | Turul trei preliminar | Viktoria Plzeň    | 1–1   | 4–1       | 5–2          |       |
| 2014–15 | Runda play-off        | Dinamo Zagreb     | 1–3   | 1–2       | 2–5          |       |

### Cupa UEFA Intertoto

#### 1990– Grupa 9
| Poz | Echipa             | MJ | V | E | Î | GM | GP | G  | Pct |
| --- | ------------------ | -- | - | - | - | -- | -- | -- | --- |
| 1   | Chemnitz           | 6  | 3 | 2 | 1 | 4  | 2  | +2 | 8   |
| 2   | Sturm Graz         | 6  | 2 | 3 | 1 | 9  | 3  | +6 | 7   |
| 3   | Fortuna Düsseldorf | 6  | 2 | 2 | 2 | 6  | 6  | 0  | 6   |
| 4   | Petrolul Ploiești  | 6  | 1 | 1 | 4 | 6  | 14 | −8 | 3   |

| Oponent            | Acasă | Deplasare |
| ------------------ | ----- | --------- |
| Chemnitz           | 0–1   | 0–1       |
| Sturm Graz         | 1–6   | 1–3       |
| Fortuna Düsseldorf | 1–1   | 3–2       |

### Bilanț general
Cupa Campionilor Europeni/UEFA Champions League:
| Apariții | Meciuri | Victorie | Egal | Înfrângere | GM | GÎ |
| -------- | ------- | -------- | ---- | ---------- | -- | -- |
| 3        | 8       | 2        | 1    | 5          | 8  | 15 |

Cupa Orașelor Târguri/Cupa UEFA/UEFA Europa League:
| Apariții | Meciuri | Victorie | Egal | Înfrângere | GM | GÎ |
| -------- | ------- | -------- | ---- | ---------- | -- | -- |
| 6        | 27      | 16       | 2    | 9          | 39 | 31 |

Cupa Cupelor UEFA:
| Apariții | Meciuri | Victorie | Egal | Înfrângere | GM | GÎ |
| -------- | ------- | -------- | ---- | ---------- | -- | -- |
| 2        | 6       | 2        | 2    | 2          | 4  | 7  |

Cupa UEFA Intertoto:
| Apariții | Meciuri | Victorie | Egal | Înfrângere | GM | GÎ |
| -------- | ------- | -------- | ---- | ---------- | -- | -- |
| 1        | 6       | 1        | 1    | 4          | 6  | 14 |

Total:
| Apariții | Meciuri | Victorie | Egal | Înfrângere | GM | GÎ |
| -------- | ------- | -------- | ---- | ---------- | -- | -- |
| 12       | 47      | 21       | 6    | 20         | 57 | 67 |

## Parcursul competițional
| Sezon   | Nivel | Divizie                      | Poziție  | Cupa României                  |
| ------- | ----- | ---------------------------- | -------- | ------------------------------ |
| 2025-26 | 1     | SuperLiga României           | TBD      | TBD                            |
| 2024–25 | 1     | SuperLiga României           | 9        | Faza grupelor                  |
| 2023–24 | 1     | SuperLiga României           | 11       | Faza grupelor                  |
| 2022–23 | 1     | SuperLiga României           | 8        | Faza grupelor                  |
| 2021–22 | 2     | Liga a II-a                  | 1 (C, P) | Șaisprezecimi                  |
| 2020–21 | 2     | Liga a II-a                  | 9        | Sferturi                       |
| 2019–20 | 2     | Liga a II-a                  | 5        | Sferturi                       |
| 2018–19 | 2     | Liga a II-a                  | 4        | Turul trei                     |
| 2017–18 | 3     | Liga a III-a (Seria a III-a) | 1 (C, P) | Șaisprezecimi                  |
| 2016–17 | 4     | Liga a IV-a (PH)             | 1 (C, P) | Câștigătoare în faza județeană |
| 2015–16 | 1     | Liga I                       | 14 (R)   | Optimi                         |
| 2014–15 | 1     | Liga I                       | 6        | Semifinale                     |
| 2013–14 | 1     | Liga I                       | 3        | Semifinale                     |
| 2012–13 | 1     | Liga I                       | 3        | Câștigătoare                   |
| 2011–12 | 1     | Liga I                       | 14       | Sferturi                       |
| 2010–11 | 2     | Liga a II-a (Seria a II-a)   | 1 (C, P) | Șaisprezecimi                  |
| 2009–10 | 2     | Liga a II-a (Seria I)        | 3        | Turul patru                    |
| 2008–09 | 2     | Liga a II-a (Seria I)        | 4        | Șaisprezecimi                  |
| 2007–08 | 2     | Liga a II-a (Seria I)        | 3        |                                |

| Sezon     | Nivel | Divizie                  | Poziție  | Cupa României |
| --------- | ----- | ------------------------ | -------- | ------------- |
| 2006–07   | 2     | Liga a II-a (Seria I)    | 3        |               |
| 2005–06   | 2     | Divizia B (Seria a II-a) | 3        | Semifinale    |
| 2004–05   | 2     | Divizia B (Seria a II-a) | 4        |               |
| 2003–04   | 1     | Divizia A                | 15 (R)   | Sferturi      |
| 2002–03   | 2     | Divizia B (Seria I)      | 1 (C, P) | Șaisprezecimi |
| 2001–02   | 1     | Divizia A                | 15 (R)   | Șaisprezecimi |
| 2000–01   | 1     | Divizia A                | 9        | Semifinale    |
| 1999–2000 | 1     | Divizia A                | 11       | Sferturi      |
| 1998–99   | 1     | Divizia A                | 8        | Sferturi      |
| 1997–98   | 1     | Divizia A                | 14       | Șaisprezecimi |
| 1996–97   | 1     | Divizia A                | 9        | Sferturi      |
| 1995–96   | 1     | Divizia A                | 6        | Sferturi      |
| 1994–95   | 1     | Divizia A                | 10       | Câștigătoare  |
| 1993–94   | 1     | Divizia A                | 5        | Șaisprezecimi |
| 1992–93   | 1     | Divizia A                | 16       | Optimi        |
| 1991–92   | 1     | Divizia A                | 10       | Optimi        |
| 1990–91   | 1     | Divizia A                | 7        | Optimi        |
| 1989–90   | 1     | Divizia A                | 4        | Semifinale    |

## Stadion

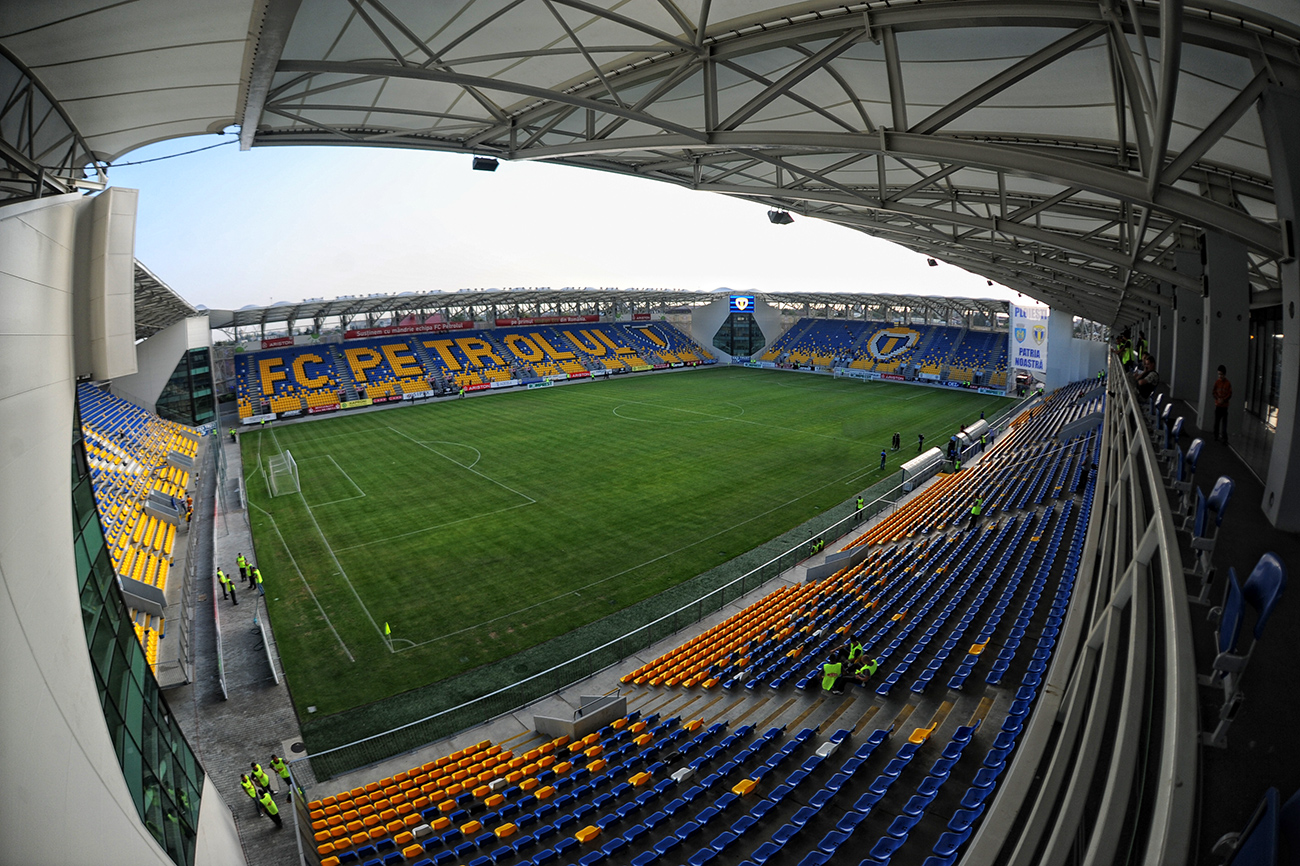
Noul stadion Ilie Oană

Stadionul Ilie Oană a fost construit în perioada anilor 1934-1937. Acesta avea pe atunci o capacitate de 22.000 de locuri, dintre care 5.500 de locuri în picioare. Treptat s-au construit actuala tribună a II-a cu sectoarele I și III, sectoarele I și III la tribuna I și peluzele I și II cu o capacitate de circa 3.500 de locuri fiecare. 
În decembrie 2009 s-au început lucrările de demolare a stadionului, cu excepția tribunei 0. După finalizarea demolărilor, s-a construit un stadion de 15.497 de locuri.
Stadionul este dotat cu tribune acoperite, instalație nocturnă de 2000 lucși, gazon natural cu instalație de degivrare, acces prin turnicheți, supraveghere video și 2 tabele multimedia de 6x4 metri, este omologat la standardele UEFA având 4 stele și fiind supranumit OZN ARENA, datorită aspectului său.

## Suporteri

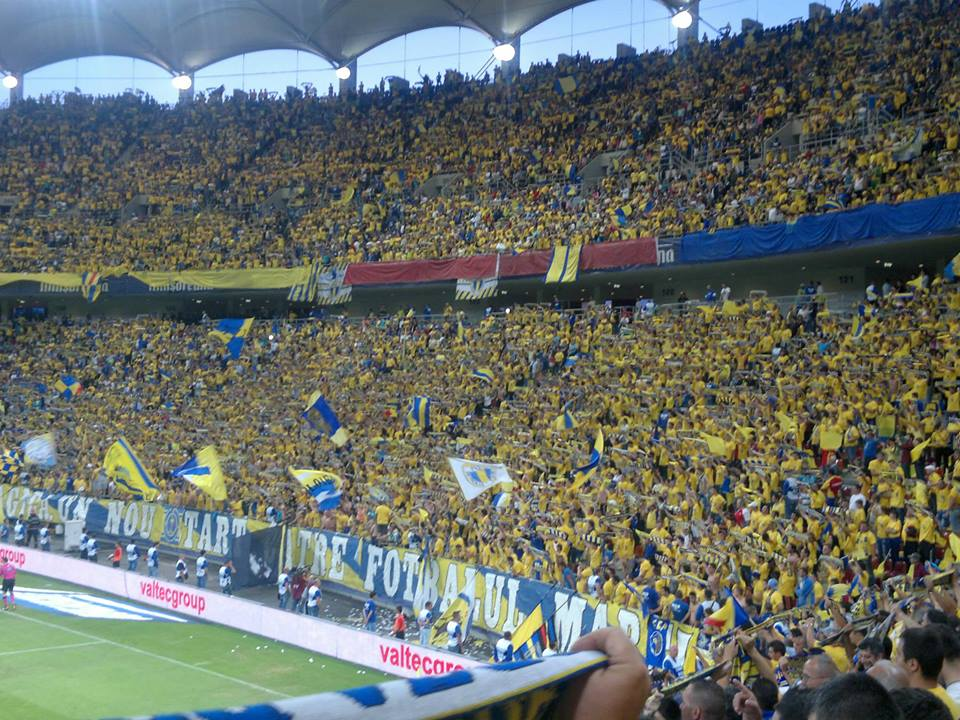
Fanii Petrolului la Finala Cupei României 2013 în București

Petrolul Ploiești are o bază mare și constantă de fani în județul Prahova, iar atașamentul lor față de echipă este renumit în România. Fanii Petrolului Ploiești au stabilit un record greu de egalat în România, cel mai mare număr de suporteri a unui meci în deplasare, în jur de 35000 de fani s-au deplasat la București, pentru finala Cupei României din 2013, câștigată cu scorul de 1-0 în fața echipei CFR Cluj. 
Fanii Petrolului Ploiești au stabilit o strânsă prietenie cu suporterii lui Vitesse Arnhem și KRC Genk.

### Rivalități
Rivala tradițională a Petrolului este Rapid București. Fanii Petrolul și Rapid au menținut o rivalitate puternică, în ciuda perioadelor lungi fără întâlnire, când una sau alta juca în divizia a doua. Petrolul a câștigat Divizia A din 1965–66, în timp ce Rapid a terminat pe locul doi. În sezonul următor, Rapid a câștigat primul său titlu național după un meci disputat pe vechiul stadion Ilie Oană. Se crede că aceste evenimente au stârnit rivalitatea. Datorită faptului că această rivalitate sportivă este una dintre cele mai vechi din fotbalul românesc (pentru echipele încă active), meciurile dintre cele două echipe au intrat în conștiința colectivă ca Primvs Derby (Cel mai vechi / Cel mai important Derby).
Petrolul menține o rivalitate minoră cu Astra Giurgiu, fosta echipă din oraș. Astra a promovat pentru prima dată în Superliga României în 1998 și a jucat la Ploiești până în septembrie 2012, când a fost mutată la Giurgiu. Chiar și după mutare, rivalitatea a continuat între cele două.
Chiar dacă rivala tradițională a Petrolului este Rapidul în ultimii ani s-au intensificat și duelurile cu Dinamo București și FCSB, dar și cu Universitatea Craiova (indiferent că a fost vorba despre echipa înființată în 2013, sau cea a familiei Mititelu), fiecare meci dintre acestea aducând un adevărat spectacol în tribune, chiar dacă mai puțin în teren.

### Galerie
Lupii Galbeni reprezintă cea mai veche grupare susținătoare a echipei de fotbal Petrolul Ploiești, înființată în anul 1996 sub numele de Ultras Ploieștina .
Peluza Latină și Peluza 1 Ilie Oană
Petrolul Ploiești are mulți fani în Prahova, iar atașamentul lor față de echipă este renumit în România, în ciuda șocurilor și coborâșurilor echipei. Cel mai mare grup de ultras este Lupii Galbeni, din 1996, existând doua peluze:
Peluza Latină grupuri ca Knot '04, United '12, Maniacs '01, The Unity '22. și Peluza 1 Ilie Oană cu grupuri precum Hooligans '12, Young Hooligans '16, Contrasens '15, Zona Vest '11, Lethal Gang '01. Alte asociații de suporteri, cum ar fi Liga Suporterilor Constantin Tabarcea (LSCT), Asociația Diaspora Galben Albastră (ADGA), T2 sau Young Wolves se află în Standul II / Tribuna de pe scenă. În timpul meciurilor cântă imnul clubului, ale cărei versuri au fost scrise de George Nicolescu. Fanii Petrolului Ploiești au stabilit o frăție apropiată cu suporterii Vitesse Arnhem, K.R.C. Genk și Salernitana din străinătate, și cu Oțelul Galați din România.

## Lotul actual
La 6 august 2025.
| Nr. |            | Poziție | Jucător              |
| --- | ---------- | ------- | -------------------- |
|     | România    | F       | Denis Radu⁠(d)        |
|     | România    | A       | Gheorghe Grozav      |
|     | Nigeria    | A       | Christian Irobiso⁠(d) |
|     | Brazilia   |         | Fabrício Baiano⁠(d)   |
|     | România    | F       | Paul Papp            |
|     | Portugalia | F       | Ricardinho           |
|     | România    | M       | Sergiu Hanca         |
|     | Austria    | P       | Stefan Krell⁠(d)      |
|     | Finlanda   | M       | Tommi Jyry⁠(d)        |

| Nr. |                  | Poziție | Jucător              |
| --- | ---------------- | ------- | -------------------- |
|     | România          | M       | Alexandru Mateiu     |
|     | Germania         | F       | Kilian Ludewig⁠(d)    |
|     | România          | F       | Alexandru Stănică⁠(d) |
|     | România          | M       | Lucian Dumitriu⁠(d)   |
|     | Coasta de Fildeș | M       | Ismaël Diomandé⁠(d)   |
|     | România          | F       | Valentin Țicu⁠(d)     |
|     | Franța           | A       | Herman Moussaki⁠(d)   |
|     | Benin            | F       | Yohan Roche⁠(d)       |
|     | România          | P       | Mihai Eșanu          |

## Conducerea

### Staff administrativ
Mircea Dridea - Președinte onorific
Claudiu Tudor - Președinte executiv
Cristian Fogarassy - Vicepreședinte

## Echipa tehnică
- Liviu Ciubotariu - Antrenor principal
- Cătălin Munteanu, Adrian Iordache - Antrenori secunzi
- Cătălin Grigore - Antrenor portari
- Laurențiu Marinescu - Preparator fizic
- Costel Ilie - Team manager
- Mircea Miu - Medic

## Jucători remarcabili
Portari:
- Mihai Ionescu
- Vasile Sfetcu
- Gheorghe Marzea
- Ion Haralambie
- Dumitru Jipa
- Gheorghe Liliac
- Ștefan Preda
- Cătălin Mulțescu

Jucători de câmp:
- Gheorghe Pahonțu
- Alexandru Fronea
- Gheorghe Florea
- Mircea State
- Gheorghe Grozea
- Tudor Gh. Manolache
- Petre Dragomir
- Nicolae Pantea
- Camil Oprișan
- Florian Dumitrescu
- Eduard Iuhasz
- Mihai Negoiță
- Alexandru Badea
- Gheorghe Gruber
- Gabel Mihai Mircea
- Alexandru Boc
- Valeriu Deneș
- Mircea Dridea
- Victor Angelescu
- Virgil Dridea
- Lucian Sotir
- Mihai Mocanu
- Alexandru Pall
- Anton Munteanu
- Nicolae Florian
- Dumitru Munteanu
- Nae Ionescu
- Constantin Tabarcea
- Vasile Cosarek
- Octavian Dincuță
- Vasile Caciureac
- Decu Crîngașu
- Nana Falemi
- Silviu Crîngașu
- Ion Eparu
- Aurel Panait
- Nicolae Toporan
- Cristian Crăciun
- Constantin Moldoveanu
- Gheorghe Greaca
- Ion Neacșu
- Gheorghe Bălăceanu
- Stefan Topsa
- Nicolae Ruse
- Grigore Ciupitu
- Mihai Pîrlog
- Gheorghe Marin
- Adrian Ursea
- Adalbert Marosi
- Costel Lazăr
- Nicolae Marinescu
- Marius Măldărășanu
- Nicolae Constantin
- Valeriu Răchită
- Ion Zaharia
- Daniel Chiriță
- Dan Peretz
- Cristian Zmoleanu
- Alexandru Pitulice
- Ștefan Matei
- Nicolae Nuta
- Valentin Negoiță
- Daniel Zafiris
- Octavian Grigore
- Paul Gusa
- Gabriel Paraschiv
- Ioan Gusa
- Dinu Todoran
- Romeo Stan
- Bolmandir
- Gheorghe Matei
- Florin Gherghiceanu
- Adrian Tudorel
- Petruț Bumbănac
- Gabriel Ghiță
- Cristian Neagu
- Alin Miclos
- Ionel Solomon
- Laurențiu Marinescu
- Aurelian Leahu
- Daniel Costescu
- Petre Butufei
- Bujorel Mocanu
- Marian Grama
- Ion Ștefănescu
- Armand Lucian Mălăele
- Adrian Mutu

## Internaționali importanți
- Ladislau Raffinsky
- Emerich Vogl
- Rudolf Wetzer
- Gusztáv Juhász
- Gheorghe Brandabura
- Coloman Braun-Bogdan
- Gheorghe Liliac
- Ștefan Preda
- Mihai Ionescu
- Mihai Mocanu
- Alexandru Badea
- Mircea Dridea
- Vasile Sfetcu

## Istoria antrenorilor
În funcție de când au devenit antrenori la Petrolul Ploiești:
- 1952  Andrei Sepci
- 1954  Ilie Oană
- 1964  Constantin Cernăianu
- 1967  Ilie Oană
- 1969  Constantin Cernăianu
- 1971  Ilie Oană
- 1973  Mircea Dridea
- 1973  Dumitrescu Gheorghe
- 1975  Mihai Mocanu
- 1976  Valentin Stănescu
- 1980  Traian Ionescu
- 1981  Mircea Dridea
- 1982  Viorel Mateianu
- 1983  Petre Dragomir
- 1985  Mircea Dridea
- 1987  Constantin Moldoveanu
- 1987  Camil Oprișan
- 1989  Virgil Dridea
- 1992  Ion Marin
- 1996  Ioan Andone
- 1997  Alexandru Pall
- 1998  Constantin Moldoveanu
- 1999  Virgil Dridea
- 2000  Victor Roșca
- 2001  Marin Barbu
- 2001  Costel Lazăr
- 2002  Octavian Grigore
- 2003  Florin Marin
- 2004  Virgil Dridea
- 2005  Vasile Cosarek
- 2005  Valeriu Răchită
- 2006  Marin Barbu
- 2006  Rino Lavezzini
- 2007  Octavian Grigore
- 2007  Ștefan Nanu
- 2008  Eusebiu Tudor
- 2009  Valeriu Răchită
- 2012  Gheorghe Mulțescu
- 2012  Mircea Rednic
- 2012  Cosmin Contra
- 2013  Răzvan Lucescu
- 2014  Gheorghe Mulțescu
- 2015  Mircea Rednic
- 2015  Valentin Sinescu
- 2015  Tibor Selymes
- 2015  Eusebiu Tudor
- 2015  Mihai Stoichiță
- 2016  Constantin Schumacher
- 2016  Ionel Tersnio Gane
- 2016  Octavian Grigore
- 2017  Romulus Ciobanu⁠(d)
- 2018  Leontin Grozavu
- 2018  Octavian Grigore
- 2018  Mugurel Cornățeanu
- 2019  Flavius Stoican
- 2019  Costel Enache
- 2020  Viorel Moldovan
- 2021  Octavian Grigore
- 2021  Nicolae Constantin
- 2023  Florin Pârvu
- 2024  Florin Stângă
- 2024  László Balint
- 2024  Mehmet Topal
- 2025  Adrian Mutu
- 2025  Mehmet Topal
- 2025  Liviu Ciubotariu

## Petrolul 2 Ploiesti
Incepand cu sezonul 2024-2025, Petrolul Ploiesti va avea din nou echipa secunda. Aceasta a fost infiintata ca un parteneriat intre Petrolul Ploiesti si Daniel Chirita care detine echipa de liga a IV-a Petrolul 95 Ploiesti. Echipa a primit a fost inscrisa in Liga a III-a si va juca pe stadionul Conpet din Strejnic.

## Fotbal feminin

### Istoric
Începând cu sezonul 2020-2021 pentru a putea primi licența din partea Federației Române de Fotbal, cluburile din Liga I trebuie să își înființeze echipe de fotbal feminin. Toate echipele care vor activa în campionatul Ligii 1 trebuie să îndeplinească cerința de a înregistra minimum 20 de jucătoare care să evolueze în Campionatul Național U15 feminin. Aceasta este o condiție obligatorie pentru primirea licenței de a evolua în Liga 1. Echipele au posibilitatea de a semna un protocol de colaborare cu un club de fotbal feminin din Liga 1, Liga 2 sau Liga 3, caz în care echipa va participa în competițiile de junioare cu numele clubului de Liga I masculin. De asemenea, începând cu sezonul sezonul 2021-2022, cluburile din Liga I trebuie să înscrie o echipă de fotbal feminin în campionatul de senioare (Liga I, Liga a II-a, Liga III-a) și să aibă în continuare minimum 20 de jucătoare înscrise în Campionatul Național U15. Iar din sezonul 2022-2023, cluburile trebuie să înregistreze minimum 20 de jucătoare care să joace în Campionatul Național U15, minimum 15 jucătoare U13 și să înscrie o echipă în Campionatul Național de Senioare.
Pentru a asigura obținerea licenței necesare participării în sezonul 2022-2023, Petrolul Ploiești a semnat un parteneriat cu ACS Student Sport Alba Iulia, aceasta urmând sa joace în Liga 3 Feminin sub denumirea de Petrolul Ploiești la Ighiu. Între timp, la Ploiești, antrenorul Cristian Iordache a făcut selecția pentru echipele de senioare și junioare care au disputat în același sezon doar meciuri amicale.
În sezonul 2023-2024, s-a încheiat parteneriatul cu ACS Student Sport Alba Iulia, și Petrolul Ploiești a înscris în Liga 3 Feminin prima echipa oficială de fotbal feminin din istoria clubului, care v-a juca pe stadioanele Vega din Ploiești, Soceram din Pleașa si Chimia din Brazi.
În sezonul 2024-2025 in urma restructurarii ligilor de fotbal feminin de catre FRF, Petrolul Ploiesti a fost invitata sa joace in Liga a II-a.

### Echipament si sponsori
| Perioada     | Echipament | Sponsor |
| ------------ | ---------- | ------- |
| 2023–prezent | Adidas     | MRS     |

### Antrenori
În funcție de când au devenit antrenori la Petrolul Ploiești
- 2022  Cristian Iordache